# 朴村站
朴村站（：／ Bakchon yeok */?）是仁川地鐵1號線沿線的一座地下車站，位於韓國仁川廣域市桂陽區朴村洞，韓語副站名為「漢陽汽車駕訓學校」（한양자동차운전전문학원）。

## 車站結構
地下1樓為車站大廳與剪票閘口，地下2樓則為月台層。
站體為2面3線曲線式設計雙島式月台的地下車站，候車月台設有月台幕門，並有出口共4處。1、4號出口與北側候車室連結，2、3號出口與南側候車室連結。

### 月台配置
| 橘峴 ↑         |
| \| 下 \| 上 \| |
| ↓ 林鶴         |

| 月台 | 路線               | 目的地                                                             |
| ---- | ------------------ | ------------------------------------------------------------------ |
| 上行 | ●仁川都市鐵道1號線 | 橘峴、桂陽方向                                                     |
| 下行 | ●仁川都市鐵道1號線 | 桂山、京仁教育大學、富平區廳、富平、仁川市廳、松島月光慶典公園方向 |

## 歷史
- 1999年10月6日：落成啟用。

## 車站周邊
- 仁川禮一高校
- 仁川世元高校
- 仁川陽村中學
- 漢陽汽車駕訓學校
- 仁川兒童科學館
- 韓國農業協會貴陽分社

## 相鄰車站
仁川交通公社
●仁川都市鐵道1號線
橘峴（I111）－朴村（I112）－林鶴（I113）